# Bob Kalsu
Bob Kalsu, né le 13 avril 1945 à Oklahoma City, dans l'Oklahoma, et mort au combat le 21 juillet 1970 dans la province de Thừa Thiên-Huế, est un joueur professionnel de football américain et un militaire américain.
Sélectionné en 199e position lors de la draft 1968, il joue une saison comme offensive guard titulaire pour les Bills de Buffalo. Après la saison 1968, il s'engage dans l'armée dans le cadre de la réserve. Affecté à la 101e division aéroportée de l'Armée de terre américaine, il fait la guerre du Viêt Nam à partir de novembre 1969. Marié et père d'une petite fille, il meurt au combat deux jours avant la naissance de son deuxième enfant, un fils,,.